# Nyodes virescens
Nyodes virescens är en fjärilsart som beskrevs av Butler 1879. Nyodes virescens ingår i släktet Nyodes och familjen nattflyn. Inga underarter finns listade i Catalogue of Life.